# Mr. Smith
Mr. Smith – szósty studyjny album amerykańskiego rapera LL Cool J-a. Został wydany 21 listopada, 1995 roku.

## Lista utworów
1. "The Intro (Skit)"
2. "Make It Hot" (Produced by Trackmasters)
3. "Hip Hop" (Produced by Trackmasters)
4. "Hey Lover" (featuring Boyz II Men) (Produced by Trackmasters)
5. "Doin' It" (featuring LeShaun) (Produced by Rashad Smith)
6. "Life As..." (Produced by Easy Mo Bee)
7. "I Shot Ya" (featuring Keith Murray) (Produced by Trackmasters)
8. "Mr. Smith" (Produced by Chyskillz)
9. "No Airplay" (Produced by Chad Elliot)
10. "Loungin" (featuring Terri & Monica) (Produced by Rashad Smith)
11. "Hollis to Hollywood" (Produced by Trackmasters)
12. "God Bless" (Produced by Rashad Smith)
13. "Get Da Drop On 'Em'" (Produced by Trackmasters)
14. "Prelude (Skit)"
15. "I Shot Ya (Remix)" (featuring Keith Murray, Prodigy, Fat Joe & Foxy Brown) (Produced by Trackmasters)

### Single
| Rok  | Tytuł       | Notowania         | Notowania                        | Notowania       | Notowania |
| ---- | ----------- | ----------------- | -------------------------------- | --------------- | --------- |
| Rok  | Tytuł       | Billboard Hot 100 | Hot R&B/Hip-Hop Singles & Tracks | Hot Rap Singles |           |
| 1995 | "I Shot Ya" | -                 | #55                              | -               |           |
| 1995 | "Hey Lover" | #3                | #3                               | #1              |           |
| 1996 | "Doin' It"  | #9                | #7                               | #2              |           |
| 1996 | "Loungin    | #3                | #4                               | #1              |           |